# Торбен Франк
Торбен Франк (дан. Torben Frank, нар. 16 червня 1968, Копенгаген) — данський футболіст, що грав на позиції нападника.
Виступав, зокрема, за клуби «Брондбю» та «Ліон», а також національну збірну Данії.
Чотириразовий чемпіон Данії. У складі збірної — чемпіон Європи.

## Клубна кар'єра
Народився 16 червня 1968 року в місті Копенгаген.
У дорослому футболі дебютував 1986 року виступами за команду клубу «Брондбю», в якій провів п'ять сезонів, взявши участь у 111 матчах чемпіонату. Більшість часу, проведеного у складі «Брондбю», був основним гравцем атакувальної ланки команди. У складі «Брондбю» був одним з головних бомбардирів команди, маючи середню результативність на рівні 0,47 голу за гру першості.
Протягом 1991—1992 років захищав кольори команди клубу «Люнгбю».
Своєю грою за останню команду привернув увагу представників тренерського штабу клубу «Ліон», до складу якого приєднався 1992 року. Відіграв за команду з Ліона наступні три сезони своєї ігрової кар'єри.
Згодом з 1995 по 1998 рік грав у складі команд клубів «Люнгбю» та «Фрем».
Завершив професійну ігрову кар'єру у клубі «Кеге», за команду якого виступав у 1998 році.

## Виступи за збірні
Протягом 1988–1989 років залучався до складу молодіжної збірної Данії. На молодіжному рівні зіграв у 7 офіційних матчах, забив 2 голи.
У 1991 році дебютував в офіційних матчах у складі національної збірної Данії. Протягом кар'єри у національній команді, яка тривала усього 2 роки, провів у формі головної команди країни 5 матчів.
У складі збірної був учасником чемпіонату Європи 1992 року у Швеції, здобувши того року титул континентального чемпіона.

## Титули і досягнення
- Чемпіон Данії (4):

«Брондбю»: 1987, 1988, 1990
«Люнгбю»: 1991-92
- Чемпіон Європи (1): 1992